# La Torretta
La Torretta è un complesso di edifici, originariamente concepiti come villa delle delizie di Gian Galeazzo all’interno del parco Visconteo e poi riadattati prima ad uso agricolo e ora abitativo. Si trova a Pavia, in Lombardia.

## Storia
Il complesso della Torretta, costituito da più unità residenziali e da rustici, era inserito all’interno del parco Visconteo e rappresenta uno straordinario prototipo della villa di delizia, legata alla riscoperta viscontea dell’ideale umanistico della campagna. Il complesso è menzionato per la prima volta nel 1384, quando fu realizzata la torre a cavaliere della strada maestra (Vigentina) che nel 1386 risulta in effetti occupata da Gian Galeazzo. Sempre nello stesso anno, il signore acquisì anche il vicino mulino sulla Vernavola degli Astolfi. Accanto alla torre, tra il 1388 il 1389, furono innalzati altri edifici, come il “Palazzo del Giardino della Torretta”, per i quali il signore fece giungere oltre 54.000 mattoni dalle fornaci di Lardirago e della cascina Repentita e nove carri di ontani e più di 191.000 per realizzare il muro di cinta del “Giardino della Torretta”. Nel 1402 si lavorava ancora in opere di carpenteria, si ha infatti notizia di legname di larice trasportato dal lago Maggiore alla riva del Ticino. Nel giardino della Torretta, Gian Galeazzo si trasferì nel 1399, per timore della peste, e qui ricevette gli ambasciatori senesi. Il complesso, che era dotato di peschiere, falconiere, e ambiente destinati i cani per la caccia, ospitò nel XV secolo anche gli Sforza, ma entrò in decadenza con l’arrivo dei francesi nel 1499 e subì pesanti danni durante l’assedio, e la successiva battaglia, del 1525. Nel XVI la Camera Ducale concesse a livello il complesso (insieme ad altre possessioni del parco Visconteo) alla famiglia patrizia pavese dei Menochio, il cui esponente più noto fu Giacomo, professore di Diritto presso l’università di Pavia e senatore del Senato di Milano dal 1592. I Menochio trasformarono la residenza urbana suburbana in un’azienda agricola, dotata di villa patronale e rustici, simili ad altre sorte del contado di Pavia tra Sei e Settecento e il complesso fu sempre più spesso denominato “Torretta dei Menochio”. La parte rustica fu arricchita nel XVIII di opifici che sfruttavano l'acqua della Venavola e di una pileria da riso. A partire dagli anni ’50 del Novecento l’area in cui sorge la Torretta fu interessata da una progressiva urbanizzazione e, progressivamente, il complesso perse la propria destinazione agricola.

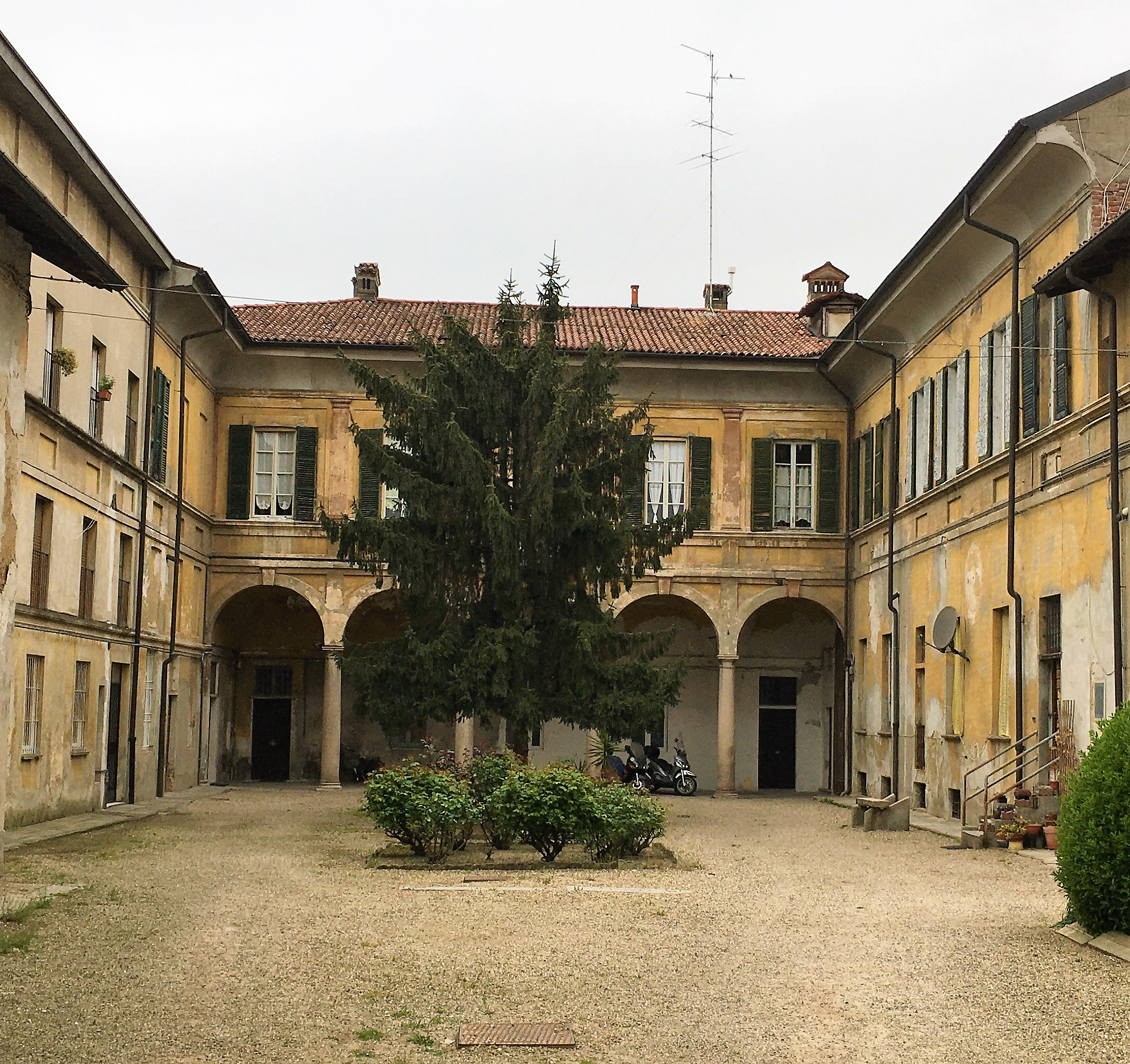
La corte padronale.
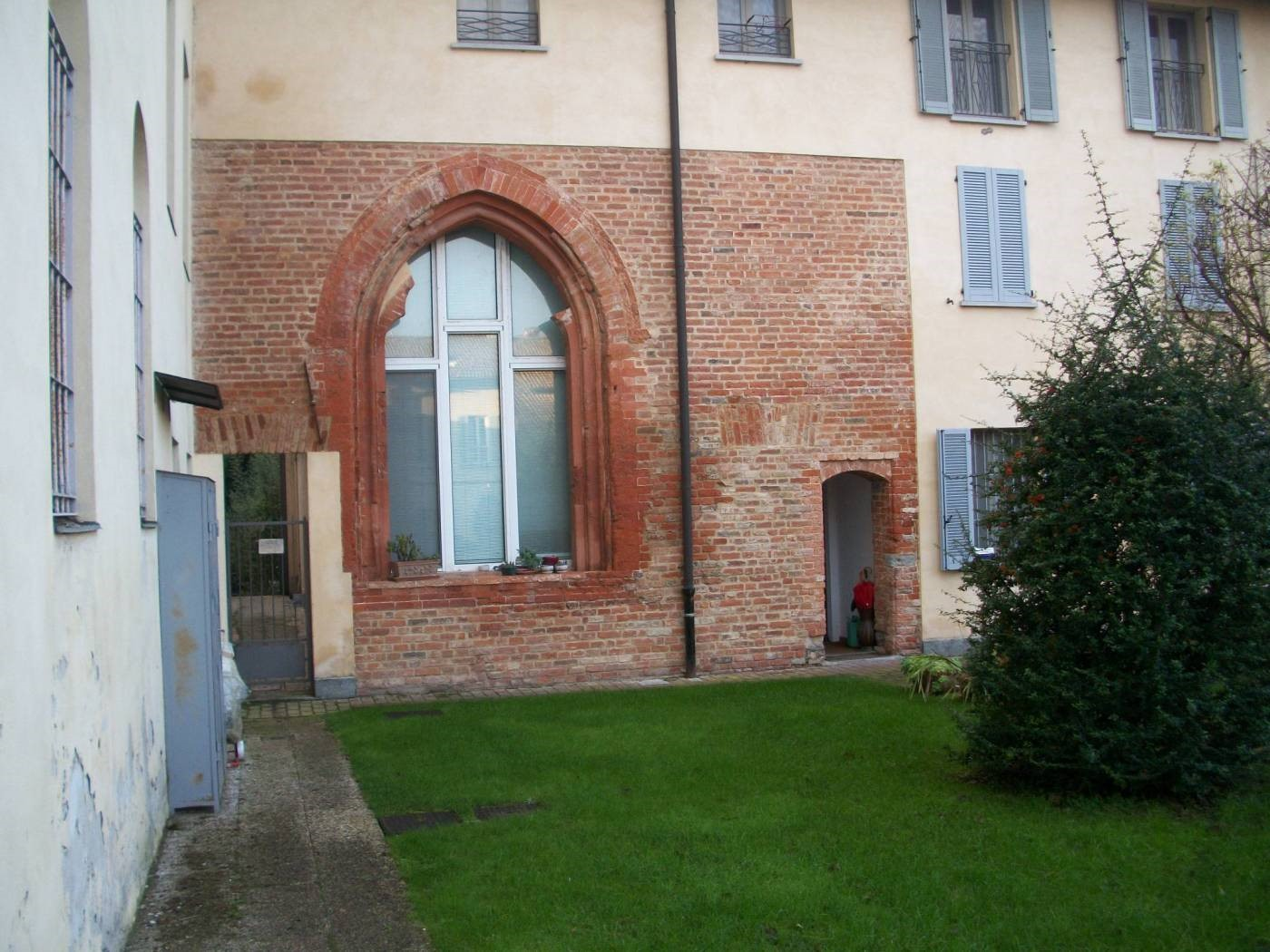
Una delle grandi bifore trecentesche.

## Descrizione
Il complesso è articolato intorno a due corti distinte: la prima padronale, il cui accesso è garantito dalla torre porta (ora intonacata e ribassata in altezza) fatta innalzare da Gian Galeazzo nel 1384, e da una corte rustica. La prima corte è rettangolare, con casa padronale sul lato corto a fronte dell’ingresso e giardino alle sue spalle.  Questa parte del complesso subì pesanti rimaneggiamenti nel corso del Seicento: la facciata della casa patronale che si affaccia sul giardino, pur conservando traccia delle originarie bifore trecentesche, presenta caratteri barocchi e in particolare nel terrazzo con balaustra in granito e soprastante loggiato a tre fornici. Analogamente, quella rivolta verso la corte, si caratterizza per un portico a cinque fornici, su colonne doriche in granito, al piano terreno, mentre è arricchita da arcate, colonnette e paraste al piano superiore. La corte rustica, di dimensioni maggiori rispetto alla prima e di forma quadrata, conserva alcune grandi bifore trecentesche, seppur gran parte degli edifici furono rimodellati tra Sette e Ottocento, trasmettendogli caratteristiche del tutto simili a quelle delle comuni cascine.